# Dan antifašističke borbe
Dan antifašističke borbe državni je praznik u Republici Hrvatskoj koji se slavi 22. lipnja. Njime se obilježava spomen osnutka Prvog sisačkog partizanskog odreda, 22. lipnja 1941. godine, u šumi Brezovica kod Siska. Ovaj odred ujedno je i prva protuosovinska postrojba ustrojena na području tadašnje okupirane Hrvatske i Jugoslavije.

## Povijest

### Osnutak i djelovanje Prvog sisačkog partizanskog odreda
Nacionalsocijalistički je Treći Reich toga jutra napao Sovjetski Savez u operaciji pod kodnim nazivom Operacija Barbarossa. Time je prekršen Pakt Ribbentrop-Molotov o nenapadanju između ove dvije sile. Zbog takvih novonastalih okolnosti pripadnici Komunističke partije Hrvatske u Sisku našli su se u opasnosti, te su se povukli u okolicu grada – najprije u selo Žabno, a potom u šumu Brezovicu kraj Siska. Ondje su osnovali Prvi sisački partizanski odred, koji od prvih dana izvodi diverzije, osobito na željeznici.
Odred je tada imao 77 boraca, a predvodili su ih zapovjednik Vlado Janić Capo, i politički komesar Marijan Cvetković. Pripadnik odreda bio je i pokojni general Hrvatske vojske Janko Bobetko. Kako su u odredu većinom bili Hrvati, borilo se uglavnom na hrvatskom području, a završetak Drugoga svjetskog rata doživjela su tridesetosmorica tih boraca. 
Osnutak sisačkog odreda označio je početak organizirane narodnooslobodilačke borbe u Hrvatskoj, u kojoj je aktivno sudjelovalo više od 500.000 hrvatskih građana. U jugoslavenskim partizanskim vojnim postrojbama (čiji su sastavni dio bili i hrvatski partizanski odredi) borilo se oko 230.000 boraca iz Hrvatske, a na njezinu teritoriju stvorene su 52 brigade, 17 divizija i pet, od ukupno 11, korpusa NOV-a. (Nedostaje izvor.)
Osim Sisačkog partizanskog odreda, tog dana, 22. lipnja 1941., u okolici Vrgorca, na brdu Radović u predjelu Soline, također je osnovana partizanska grupa, na čijem su čelu bili komunisti, sekretar Općinskog komiteta KPH za Vrgorac Jozo Martinac, i krojač, Drinko Tolić. Ova grupa je u početku imala više od 30 boraca, koji su prvih dana vježbali rukovanje oružjem, tiskali antifašističke letke i brošure. Ubrzo nakon osnutka ove partizanske grupe, u Vrgoračkoj krajini su osnovane još dvije takve grupe.

## Državni praznik
U bivšoj jugoslavenskoj državi Dan antifašističke borbe slavio se 27. srpnja – što je također bio Dan ustanka naroda Hrvatske – što je bilo povezano s događajima u Srbu, iako je osnutak sisačkoga odreda tom danu prethodio više od mjesec dana.
Dan antifašističke borbe u Hrvatskoj se, od stjecanja hrvatske neovisnosti, obilježava 22. lipnja.

## Vanjske poveznice

### Sestrinski projekti
|  | Zajednički poslužitelj ima još gradiva o temi Spomen-obilježja iz Drugog svjetskog rata u Hrvatskoj |

Mrežna mjesta
- 22. lipnja - Dan antifašističke borbe, na stranicama Hrvatskoga sabora